# Magistralni put 32
Der Magistralni put 32 ist eine Bundesstraße in Serbien. Sie beginnt in Ribariće am Magistralni put 22 und führt am Nordufer des Gazivodasee in östlicher Richtung zur Grenzübergang Brnjak. Nach serbischer Lesart führt die Bundesstraße östlich vom Kontrollpunkt weiter über die Stadt Zubin Potok nach Mitrovica, im Kosovo ist dieser Abschnitt der nördlichste Teil der Nationalstraße M2.